# 喬戈里峰
乔戈里峰為世界第二高峰，属于喀喇昆仑山脉，位于巴基斯坦与中華人民共和国边界上，海拔8,611公尺，僅次於珠穆朗瑪峰。喬戈里峰為巴基斯坦的最高峰（印度方面主張喀喇崑崙走廊為其領土，认为乔戈里峰为其最高峰）。国际上通稱喬戈里峰為K2，这也是登山者对之的称呼；因位置偏遠及山勢陡峭，喬戈里峰通常被認為是最難攀登的8000米以上高峰之一。

## 位置
乔格里峰为中國新疆塔什库尔干塔吉克自治县与巴控克什米尔之界山，位于东经76.5度，北纬35.9度。

## 名称
此峰有多種名稱。中國方面正式名稱「喬戈里」（藏語：ཆོ་གོ་རི，威利转写：cho go ri，藏语拼音：Qokori），為「高大雄伟的山」之意。而K2是國際上最常見的名稱，即「喀喇昆仑2號峰」，源自1856年西方探险队首次考察此地区时，标出了喀喇昆仑山脉自西向东的5座主要山峰，各以K1至K5命名。其餘四座分别是玛夏布洛姆峰（K1），布洛阿特峰（K3），加舒尔布鲁木II峰（K4）與加舒尔布鲁木I峰（K5）。
早期曾先後稱為Mount Godwin-Austen、Lambha Pahar、Chogori、Kechu V、Dapsang等，唯俱未獲到廣泛應用。

## 气候
每年5月至9月，是雨季，从印度洋吹来的西南季风送来暖湿的气流，化为雨水。9月中旬以后至下一年4月中旬，强劲的西风凛冽而至，带来严酷的冬季。峰顶的最低气温可达-50度，最大风速可达到5米/秒以上，是登山的气候禁区。

## 攀登历史
1902年，英国人奥斯卡·艾肯斯坦與Aleister Crowley率領隊伍首次尝试攀登K2，經過五次嘗試後，仍無隊員能成功登頂，或許是體能訓練不足所致。
1909年的第二次探險，義大利阿布魯齊公爵率領的遠征隊鎖定K2峰，規劃出一條沿著東南稜向上攀登的可行路線，他們攻到6,250 m的高度而放棄。此後東南稜成為了攀登K2的標準路線，被稱作「阿布魯齊路線」(Abruzzi Spur)。
1938年，美國喀喇崑崙K2遠征隊，由Charles Houston領導，沿著阿布魯齊路線攀登至海拔8000公尺處，因為惡劣天候及補給不足折返。
1939年，美國喀喇崑崙K2遠征隊，由Fritz Wiessner領導，這次攀登至海拔8370公尺處，以失去四位隊員的悲劇結束。(Dudley Wolfe因高山症滯留在7,500米的VII營地，隊伍中的尼泊爾協作Pasang Kikuli、Pasang Kitar和Pintso三人前去救援而從此未返)
1953年，美國喀喇崑崙K2遠征隊，再次由Charles Houston領導，因遭遇雪崩導致Art Gilkey不幸喪生。
1954年，阿迪托·迪塞奥(Ardito Desio)帶領一支意大利遠征隊沿著東南稜阿布魯齊路線(Abruzzi Spur)向峰頂出發，隊中2人里諾·雷斯德里(Lino Lacedelli)和阿奇里·科帕哥諾尼(Achille Compagnoni)在7月31日成功登上峰頂，為人類首次成功登頂K2。
1977年8月8日，日本山岳協會登山隊的重広恒夫、中村省爾、高塚武由三人創下日本人初登頂，也是時隔23年後第二次有人類成功登頂K2。翌日其它隊員広島三朗、小野寺正英、山本英夫、巴基斯坦人Ashraf Aman也成功站上頂峰。
1978年9月6日，來自美國的路易·賴卡特（Louis Reichardt）和吉姆·威克懷爾（Jim Wickwire）成功登頂，過程中賴卡特未使用氧氣瓶為史上首次。次日兩名隊友John Roskelley和Rick Ridgeway也成功登頂，這是美國遠征隊經過1938年、1939年、1953年三次嘗試失敗後終於成功登頂，並且利用了一段東北稜的新路線。
1979年7月12日，義大利登山家莱茵霍尔德·梅斯纳尔(Reinhold Messner)偕同德國人Michael Dacher成功登顶、為首次阿尔卑斯式攀登该峰。
1981年8月7日，日本早稻田大學隊的大谷映芳偕同巴基斯坦人Nazir Ahmad Sabir開闢了全新的西稜路線登頂成功。
1982年8月14日~15日，日本山岳協會合同登山隊首次從乔戈里峰中国境内的北稜成功登顶，包含坂下直枝、柳沢幸弘、吉野寛、禿博信、川村晴一、重野太肝二、高見和成，7名隊員全部無恙，但柳沢幸弘不幸於下撤途中滑落遭難。
1983年，4名登山者沿著去年日本隊的北稜路線登頂，分別是捷克人Josef Rakoncaj和義大利人Agostino Da Polenza 、Sergio Martini、Fausto De Stefani。
1985年，三支隊伍共11名登山者沿著東南稜阿布魯齊路線(Abruzzi Spur)成功登頂，分別是瑞士人Norbert Joos、Marcel Rüedi、Erhard Loretan、Pierre Morand、Jean Troillet、Stéfane Schaffter，法國人Eric Escoffier、Daniel Lacroix(下撤時失蹤)，日本人山田昇、吉田憲司、村上和也。
1986年6月23日，波蘭女登山家Wanda Rutkiewicz成為史上首位站上K2峰頂的女性，不分性別第40人。當日稍後一對法國夫妻登山家Maurice Barrard與Liliane Barrard登頂後於下撤途中雙雙遭難。
Wanda Rutkiewicz則於1992年死在干城章嘉峰。
1986年7月5日，捷克人Josef Rakoncaj成為史上第一位兩度登上K2峰頂的登山家(兩次攀爬不同路線)。
1986年7月8日，波蘭登山家捷西·庫庫奇卡(Jerzy Kukuczka)與Tadeusz Piotrowski兩人開闢了從南壁/中央肋登頂的全新路線，這條極端危險的路線被後世稱作「波蘭線」(Polish Line)。但Piotrowski於下撤過程中墜落身亡。
1986年8月3日，韓國山地聯合會的Jang Bong-Wan、Kim Chang-Sun、Chang Byong-Ho三人沿著東南稜阿布魯齊路線完成韓國人首登。
同日，波蘭登山隊的Wojciech Wróz、Przemslaw Piasecki、Petr Božik(來自捷克斯洛伐克)三人嘗試了從南南西柱(South-Southwest Pillar)登頂的新路線，被後世稱作「魔術線」(Magic Line)。但Wróz於下撤過程中墜落身亡。
1986年8月4日，來自英國的Julie Tullis成為史上第三位站上K2峰頂的女性，但不幸於下撤途中遭難。
1990年8月9日，日本橫濱山岳協會隊的名塚秀二、今村裕隆兩人從中國一側初次攀越北西壁成功登頂。
1992年8月3日，來自法國的Chantal Mauduit成為史上第四位站上K2峰頂的女性，她在下撤途中發生雪盲及衰弱，所幸經由美國登山家Ed Viesturs與Scott Fischer的救援而生還。Chantal Mauduit於1998年攀登道拉吉里峰時喪生。
1995年8月13日，來自英國的艾莉森·哈格里夫斯(Alison Hargreaves)成為史上第五位站上K2峰頂的女性，但不幸於下撤途中被風雪吹落山谷而喪生。
1997年7月28日，日本登山隊中有4名來自尼泊爾的雪巴人成功登頂，為史上首次有雪巴人登頂K2。(當次是由田辺治領導的日本山岳會東海支部K2學術登山隊，開闢了從西稜切至西壁的新路線，共計11人完成登頂。)
2004年7月26日，來自西班牙巴斯克地區的埃杜爾納·帕薩班（Edurne Pasaban)成為史上第六位站上K2峰頂的女性。此後她在2010年5月17日登頂希夏邦馬峰，成為第一位登頂全部14座8000米級山峰的女性登山家。
2004年7月27日，西藏登山探险队于当地时间6时50分（北京时间9时50分）成功登顶。这次成功也创造了3人同时登顶13座海拔8000以上高峰的中国登山新记录。成立于1993年的“中国西藏攀登世界14座海拔8000米以上高峰探险队”也成为世界上首支集体登完13座高峰的登山队。
2006年7月26日，義大利登山家Nives Meroi成為史上第七位站上K2峰頂的女性，日後並在2017年成為第三位登頂全部14座8000米級山峰的女性登山家。。
2006年8月1日，日本東海大學山岳部登山隊的23歲女隊員小松由佳，沿著南南東稜登頂，成為史上第八位站上K2峰頂的女性，也是日本人、亞洲人女性初登頂。她的隊友青木達哉當時21歳為世界最年少登頂者。
2007年7月20日，韓國女登山家吳銀善(Eun-Sun OH)成為史上第九位站上K2峰頂的女性，也是韓國人女性初登頂。
2008年8月1日，挪威女登山家Cecilie Skog與韓國女登山家暨攀岩運動員高美英(Mi-Young GO / Mi-Sun GO)成為史上第10、11位站上K2峰頂的女性，她們平安下撤成為2008年喬戈里峰事故中的倖存者，Cecilie Skog失去了她的丈夫Rolf Bae，高美英失去了她的三位韓國隊友。翌年高美英登頂南迦帕爾巴特峰後於下撤途中墜落身亡。
2011年8月23日，奧地利女登山家格琳德·卡爾滕布魯納(Gerlinde Kaltenbrunner)從北稜路線登頂，為第12位站上K2峰頂的女性，並且也成為第二位登頂全部14座8000米級山峰的女性登山家，她的14座全都是阿尔卑斯式攀登，完全無氧。
2012年7月30日，杨春风与其队友张京川及饶剑峰沿南坡登顶成功。这是首支中国民间登山队登顶成功。
2018年7月22日，波蘭人Andrzej Bargiel完成了首次登頂後從山頂滑雪下降回基地營的創舉。
2019年7月17日，呂忠翰與張元植成為台灣史上第一隊嘗試無氧攀登的隊伍，由於接近峰頂雪況不佳，最後攀登至海拔8200m，未登頂，同行的K2 Project報導者為台灣作家陳德政。
2021年1月16日，以寧斯·普爾加為首的尼泊爾登山隊登頂成功，是人類首次在冬季成功登頂喬戈里峰。

### 登顶死亡率
2022年6月统计数字：自1954年以来成功登顶共計425人，死亡共計92人，总体死亡率21.65%（死亡率＝死亡人数／登顶人数），1990年之前的死亡率为41%，1990年以来死亡率为18%。
2008年8月2日，17名登山者从巴基斯坦一侧登顶返回时遭遇雪崩，当中11人遇难，成为乔戈里峰登山史上死亡人数最多的灾难。

## 相關資訊
图例：

1：喬戈里峰
2：加舒尔布鲁木I峰 K5
3：布洛阿特峰
4：加舒尔布鲁木II峰 K4
5：加舒尔布鲁木III峰 K3a
6：加舒尔布鲁木IV峰 K3
7：迪斯特吉峰
8：昆扬基什峰
9：玛夏布洛姆峰 K1
10：巴托拉I峰
11：拉卡波希峰
12：巴托拉II峰
13：坎巨提峰
14：萨尔托洛岗日峰 K10
15：巴托拉III峰
16：莎瑟I峰 K22
17：乔戈里萨峰
18：喜士帕尔峰
19：Trivor Sar
20：斯坎格里峰
21：玛莫斯通岗日峰 K35
22：莎瑟II峰
23：莎瑟III峰
24：普马里基什峰
25：帕苏峰
26：雅克辛嘎丹峰
27：特拉木坎力I峰
28：马鲁毕庭峰
29：K12
30：锡亚康戈里峰
31：莫慕希尔峰
32：斯吉尔布鲁木峰
33：哈拉莫什峰
34：根特岗日峰
35：乌尔塔峰
36：里莫I峰
37：舍披岗日峰
38：Yazghil Dome South
39：巴尔托洛岗日峰
40：皇冠山
41：拜塔布拉克峰
42：Yutmaru Sar
43：巴尔蒂斯坦峰 K6
44：慕士塔格塔峰
45：迪让峰
46：Apsarasas Kangri I
47：里莫III峰
48：加舒尔布鲁木V峰
书籍
- List of books about K2

電影
- 終極天險，2000年（為了演員的安全，而選在紐西蘭的庫克山拍攝）
- 八千米死亡线K2（英语：K2 (film)）, 1991年
- Karakoram & Himalayas, 2007年